# Steven Muller
Steven Muller (* 22. November 1927 als Stephan Müller in Hamburg; † 19. Januar 2013 in Washington, D.C.) war ein US-amerikanischer Jurist und Politologe, Präsident der Johns Hopkins University (JHU; 1972–1990) sowie Fellow am Foreign Policy Institute und Distinguished Professorial Lecturer an der Paul H. Nitze School of Advanced International Studies (SAIS) – beide zur JHU gehörig – in Washington, D.C.

## Leben
Mullers jüdischer Vater Werner Adolph Müller führte eine Hamburger Anwaltssozietät, Mullers Mutter war Nichtjüdin. Nach der Reichspogromnacht 1938 wurde der Vater ins Konzentrationslager Sachsenhausen eingeliefert. Die Mutter erhielt die Aufforderung, ihre beiden „halbjüdischen“ Söhne sterilisieren zu lassen; dann könnten sie ein „normales Leben“ in Deutschland weiterführen. Völlig unerwartet erhielt Werner Adolph Müller die Möglichkeit, das KZ zu verlassen und nach Großbritannien auszureisen. Muller reiste ihm mit seiner Mutter und seinem Bruder am 12. August 1939 nach.
Im April 1940 wanderten die Müllers in die USA aus. Stephan Müller nahm den Namen Steven Muller an. Er spielte in Hollywood in sieben Filmen mit, zuletzt in der Role des Fritz Helwig in der Literaturverfilmung Das siebte Kreuz (1944) unter der Regie von Fred Zinnemann. 1949 erhielt er die US-amerikanische Staatsbürgerschaft. An der University of California, Los Angeles (UCLA) studierte er Rechts- und Politikwissenschaft. Von 1949 bis 1951 war er als Rhodes Scholar an der Oxford University und besuchte von dort aus im Winter 1949/50 seine alte Heimatstadt Hamburg. Nach dem Wehrdienst bei der Fernmeldetruppe 1954/1955 lehrte er als Assistant Professor für Politikwissenschaft erst am Haverford College und dann an der Cornell University. 1971 wurde er Kanzler der JHU und 1972 als Nachfolger von Milton S. Eisenhower deren 10. Präsident (bis 1990).
Mullers Fachgebiete waren Vergleichende Regierungslehre und Internationale Beziehungen mit besonderem Akzent auf die Entwicklungen in Europa. Unter anderem als Mitglied im Kuratorium des American Institute for Contemporary German Studies engagierte er sich schon seit vielen Jahren für die deutsch-amerikanischen Beziehungen und den transatlantischen Dialog. 1975 wurde er in die American Academy of Arts and Sciences gewählt. Am 21. Mai 1980 wurde er mit dem Großen Bundesverdienstkreuz geehrt. Am 18. Juni 1990 erhielt das Hauptgebäude des „Space Telescope Science Institute“ in Baltimore zu Ehren Mullers den Namen „Steven Muller Building“.

## Veröffentlichungen (Auswahl)
- From Occupation to Cooperation. The United States and United Germany in a Changing World Order (als Hrsg., zus. mit Gebhard Schweigler). W. W. Norton & Company, New York/London 1992, ISBN 0-393-96254-7.
- Universities in the Twenty-First Century (als Hrsg.). Berghahn Books, Providence/Oxford 1996. ISBN 1-57181-026-9.
- In Search of Germany (als Hrsg., zus. mit Michael Mertes und Heinrich August Winkler). Transaction Publishers, New Brunswick/London 1996, ISBN 1-56000-880-6.